# Fonction constante
Pour les articles homonymes, voir constante.

Graphique représentant la fonction constante.

En mathématiques, une fonction constante est une fonction qui ne prend qu'une seule valeur, indépendamment de sa variable.
En physique, une grandeur peut être fonction constante d'une autre lorsque les variations de la seconde ne perturbent pas la première.

## Propriétés
Une fonction est constante si et seulement si son image est réduite à un singleton.
Une fonction constante d'une variable réelle est représentée par une droite parallèle à l'axe des abscisses.
La dérivée d'une fonction constante est nulle. Mais une fonction dont le domaine de définition n'est pas un intervalle, et ayant une dérivée nulle, n'est pas forcément constante. L'addition d'une constante ne modifie donc pas la dérivée d'une fonction, tandis que la multiplication par une constante persiste à la dérivée.
L'ensemble des fonctions constantes est stable par addition, multiplication, composition.
Les fonctions constantes ne possèdent pas de réciproque car elles ne sont pas bijectives (hormis les fonctions constantes dont l'ensemble de définition est vide ou réduit à un point).
Pour tout polynôme constant, la fonction polynomiale associée est constante.
Les fonctions constantes sont les uniques éléments absorbants à gauche pour la composition de fonctions.

## Utilisations
L'existence de fonctions constantes en mathématiques ou en physique est utilisée pour définir certaines constantes. Ainsi, la vitesse de la lumière, la masse au repos de l'électron ou le rapport de la circonférence du cercle à celle de son diamètre sont respectivement indépendantes du choix du référentiel, du choix de l'électron ou du choix du cercle en géométrie euclidienne.
En théorie de l'intégration, il est fréquent d'introduire une fonction constante pour paramétrer les primitives d'une fonction sur un intervalle. Cette pratique a même engendré la méthode de variation des constantes pour résoudre des équations différentielles.
Dans la résolution d'équations fonctionnelles, on utilise la propriété absorbante à gauche des fonctions constantes pour la composition afin de simplifier des expressions fonctionnelles.

## Généralisations
- Une fonction constante par morceaux (ou fonction en escalier) est une fonction définie sur un intervalle réel de la forme {\displaystyle [a;b]} qui peut être subdivisé par une famille de réels {\displaystyle a=a_{0}<a_{1}<a_{2}<...<a_{n}=b}, telle que la restriction de la fonction à chaque sous-intervalle {\displaystyle ]a_{k};a_{k+1}[} soit constante.
- Une fonction localement constante est une fonction définie sur un espace topologique, telle qu'en chaque point il existe un voisinage sur lequel la fonction est constante. Une telle fonction est alors constante sur chaque composante connexe.